# Didelphodonta
Os Didelfodontes (Didelphodonta) são um gênero de placentários estagodontes do Cretáceo Superior da América do Norte. Embora talvez um pouco maior do que um gambá da Virgínia, com um comprimento máximo de crânio de 12,21 centímetros e um peso de 5 quilogramas, o Didelphodon era um grande mamífero pelos padrões do Mesozóico. Os dentes têm cúspides semelhantes a lâminas e entalhes carnassiais, indicando que o animal era um predador; as mandíbulas são curtas e maciças e apresentam dentes pré-molares enormes e bulbosos que parecem ter sido usados para esmagamento.
As análises de um crânio quase completo referido a Didelphodon mostram que ele tinha um quociente de força de mordida incomumente alto (isto é, força de mordida em relação ao tamanho do corpo) entre os mamíferos mesozóicos, sugerindo uma dieta duropágica. No entanto, seu crânio não tem a testa abobadada de hienas e outros mamíferos durófagos comedores de ossos especializados, indicando que sua dieta era talvez uma mistura de alimentos duros (por exemplo, caracóis, ossos) ao lado de pequenos vertebrados e carniça; embora hábitos onívoros tenham sido sugeridos no passado, parece que ele era incapaz de processar matéria vegetal, o que o tornava mais provável de ser hipercarnívoro ou durófago. Alguma convergência com os carnassiais de outros grupos de mamíferos predadores também foi observada.